# لو فیلدز
لو فیلدز (انگلیسی: Lew Fields؛ ژانویه ۱۸۶۷ – ۲۰ ژوئیه ۱۹۴۱) بازیگر، کمدین، هنرمند وودویل و کارگردان نمایش یهودی اهل آمریکا بود.
از فیلم‌هایی که وی در آن‌ها نقش داشته است، می‌توان به  لیلیان راسل و شکوفه‌هایی در برادوی اشاره نمود.